# Maximiliano Alloza
Maximiliano Alloza Vidal (Castellón de la Plana, 1885-1945) fue  un poeta español.
Se licencia en medicina en Valencia, donde entra en contacto con el círculo de Teodoro Llorente Olivares y donde, después de unas declaraciones pesimistas de Juan Navarro Reverter, se decide a escribir su primer poema en valenciano: Lo plor de la musa, publicado en Castellón de la Plana el año 1913.
El año 1918 vuelve como médico a Castellón de la Plana, donde reside hasta su muerte. En su ciudad natal actúa como presidente de la asociación La Nostra Terra, formada por la escisión del sector más politizado de Joventut Regionalista, encabezado por Gaietà Huguet i Breva. Hombre de carácter reservado, abandona pronto la creación literaria, datando su último poema publicado del año 1924. A pesar de eso, el año 1932 aparece como uno de los signatarios de las Normes de Castelló.
Su obra más importante es el poema Ioesa (1914), basado en el mito de Dafnis y Licenia. Esta obra es un ejemplo único de la influencia del modernismo y el parnasianismo, vía Rubén Darío, en la poesía escrita en valenciano de la Comunidad Valenciana. Su estilo abiertamente erótico impactó a la sociedad castellonense de su época, acostumbrada a la tradicional estética juegofloralística.